# Goatwhore
Goatwhore es una banda de metal extremo, formada en 1997 en Nueva Orleans, Luisiana.

## Biografía
Goatwhore fue formada por el vocalista y guitarrista Sammy Duet, al poco tiempo de salir de su banda anterior, Acid Bath. El vocalista de Soilent Green, Ben Falgoust II, el guitarrista Ben Stout, el bajista Patrick Bruders y el baterista Zak Nolan conforman su alineación completa, los cuales al poco tiempo lanzaron un demo, Serenades to the Tides of Bloody después, en el año 2000 lanzaron un Extended titulado The Eclipse of Ages into Black. Su álbum debut, Funeral Dirge for the Rotting Sun fue lanzado en el 2003, año en el cual firmaron un contrato con el sello Metal Blade y a través de este lanzaron su álbum. Su trabajo más reciente es Carving Out The Eyes of God, lanzado en junio de 2009,
Carving Out the Eyes of God. Lanzado en junio de 2009 Es un álbum que mezcla su blackened metal tradicional con algo más orientado hacia el death.
El 10 de abril Goatwhore abrió un concierto para Amon Amarth. Ellos también han aparecido en presentaciones en vivo junto a Skeletonwitch, Lazarus AD, God Forbid, Mnemic, Exodus y Arsis.
En 2022 la banda anuncio  su nuevo álbum, Angels Hung From the Arches of Heaven , a lanzarse  el 7 de octubre a través de Metal Blade Records. Para celebrar su largamente esperado esfuerzo de larga duración, el grupo lanzó un video para su nuevo sencillo, "Born Of Satan's Flesh". El seguimiento de Vengeful Ascension de 2017 fue producido por Jarrett Pitchard (Exhumed, 1349), el seguimiento se realizó principalmente en Studio In Country en Bogalusa. Además, el grupo también reclutó al productor Kurt Ballou (Converge, High On Fire, etc.) para mezclar el disco, mientras que el ingeniero Ted Jensen (Ghost, Gojira, Cult of Luna) se encargó de la masterización final. 
El vocalista Louis Ben Falgoust II comento:“Describiría este disco como muy crudo, pero la claridad se forma dentro del caos. Es un viaje de todo lo que hemos hecho y algunos nuevos enfoques a medida que avanzamos. Cuando escribimos, nos enfocamos principalmente en la música y en lo que disfrutamos al tocarla. No escribimos sólo para apaciguar a los demás. También queremos disfrutar tocándolo en vivo, especialmente noche tras noche en la carretera”.

## Integrantes
- Sammy Duet - voz/guitarra(1997-) (Ritual Killer, Vual, ex-Acid Bath, ex-Crowbar)
- Louis Benjamin Falgoust II - voz (1998-) (Soilent Green, ex-Paralysis)
- Zack Simmons - batería (2004-)(Nachtmystium, Necro Yeti)
- Nathan Bergeron - bajo (2005-) (Scrotesque)

### Miembros pasados
- Ben Stout - guitarra (1997-2002) (ex-Soilent Green)
- Zak Nolan - batería (1997-2003) (Ritual Killer)
- Patrick Bruders - bajo (1997-2004) (Crowbar)
- Tim Holsinger - guitarra (2002-2003) (Psycho Scenario)
- Jared Beniot - voz (1997)

Goathwhore, Party.San 2016
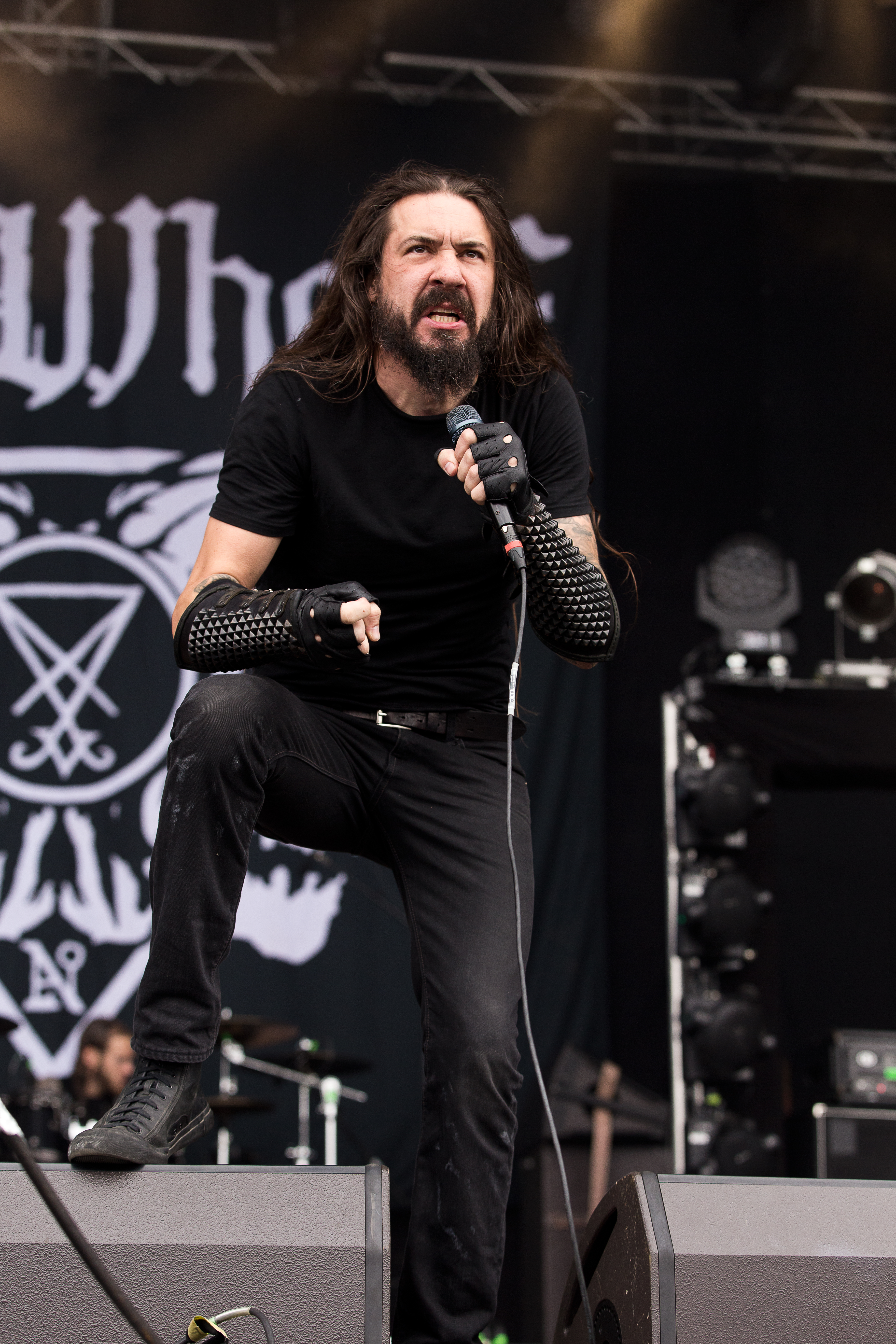
Louis Benjamin Falgoust
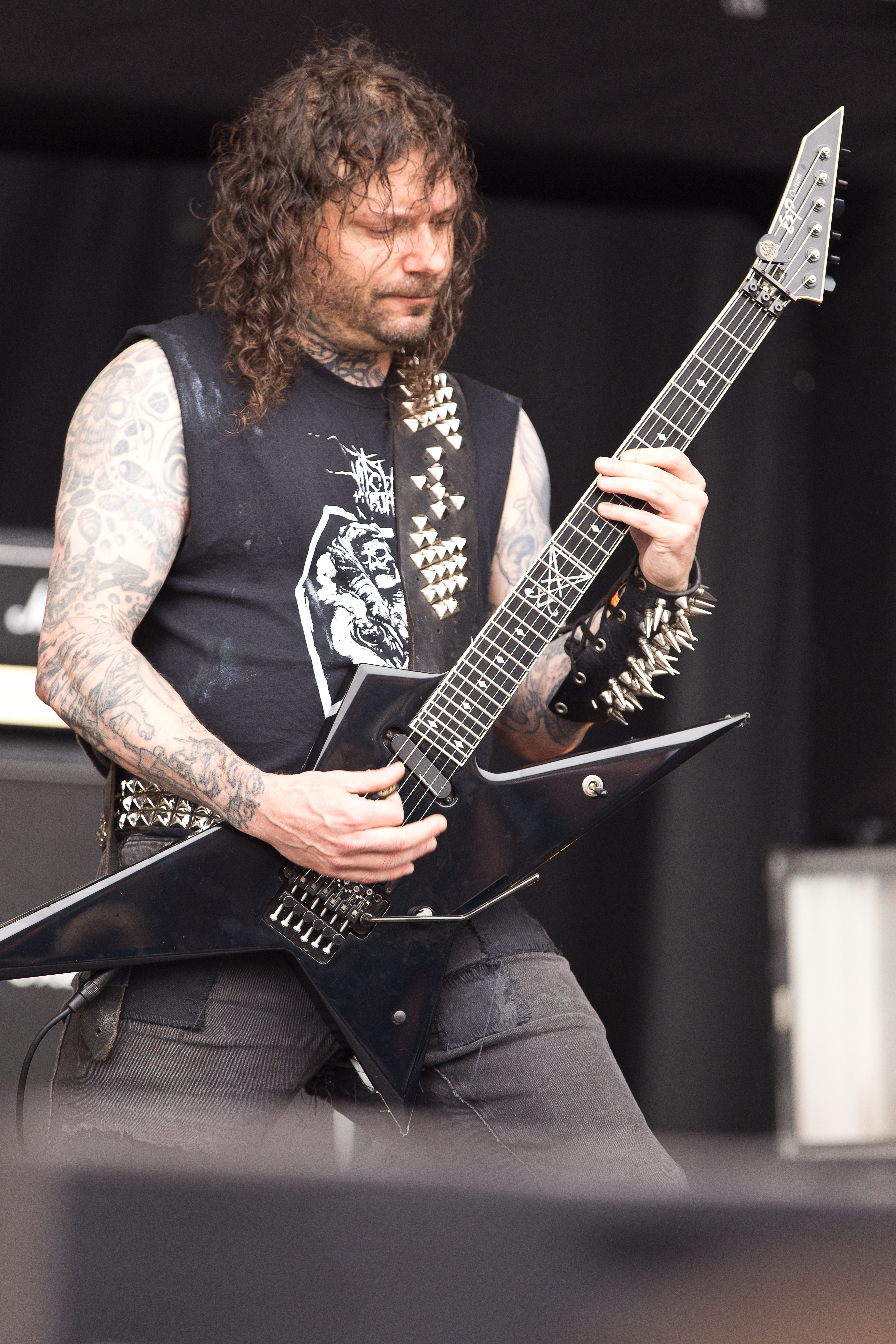
Sammy Duet
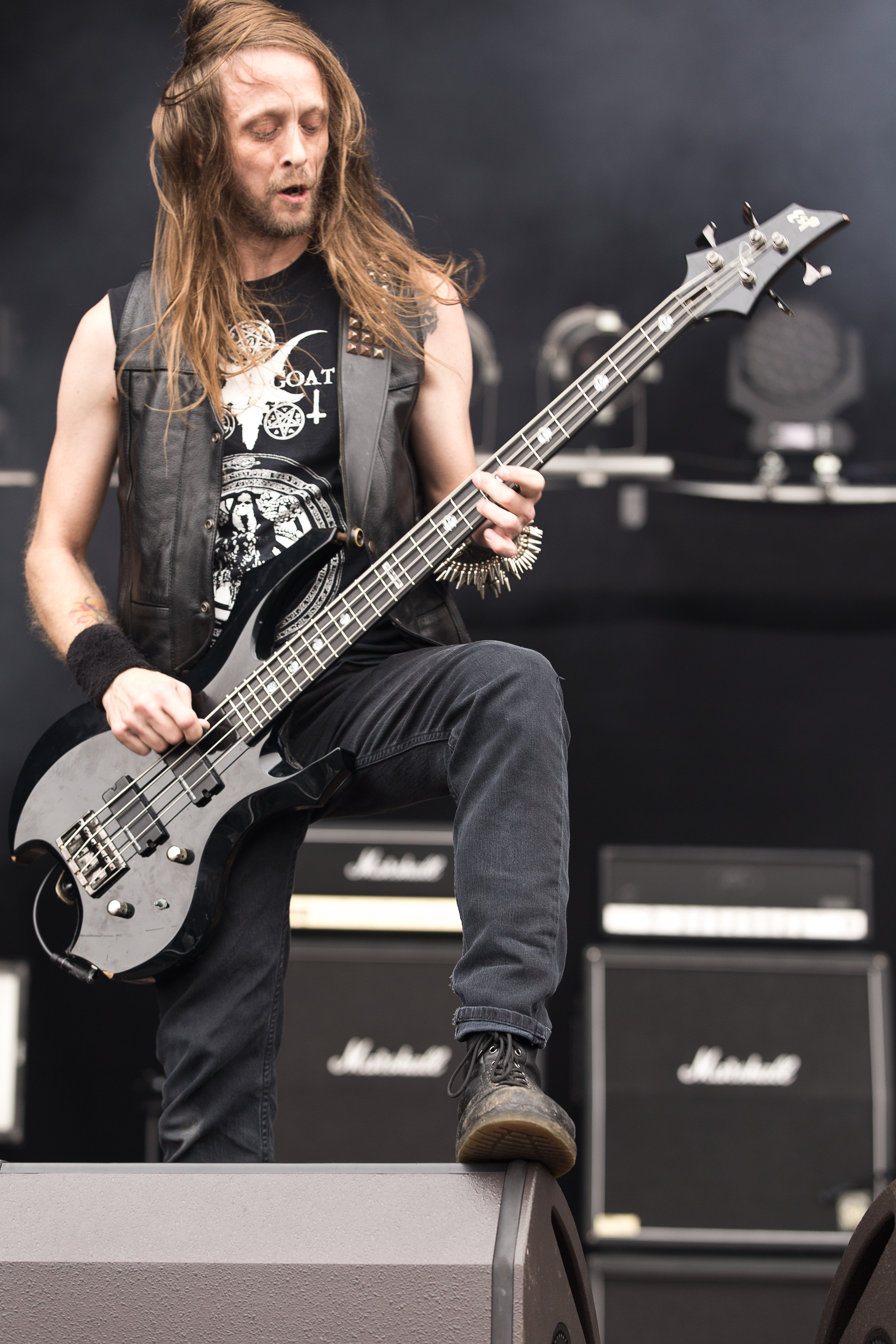
James Harvey
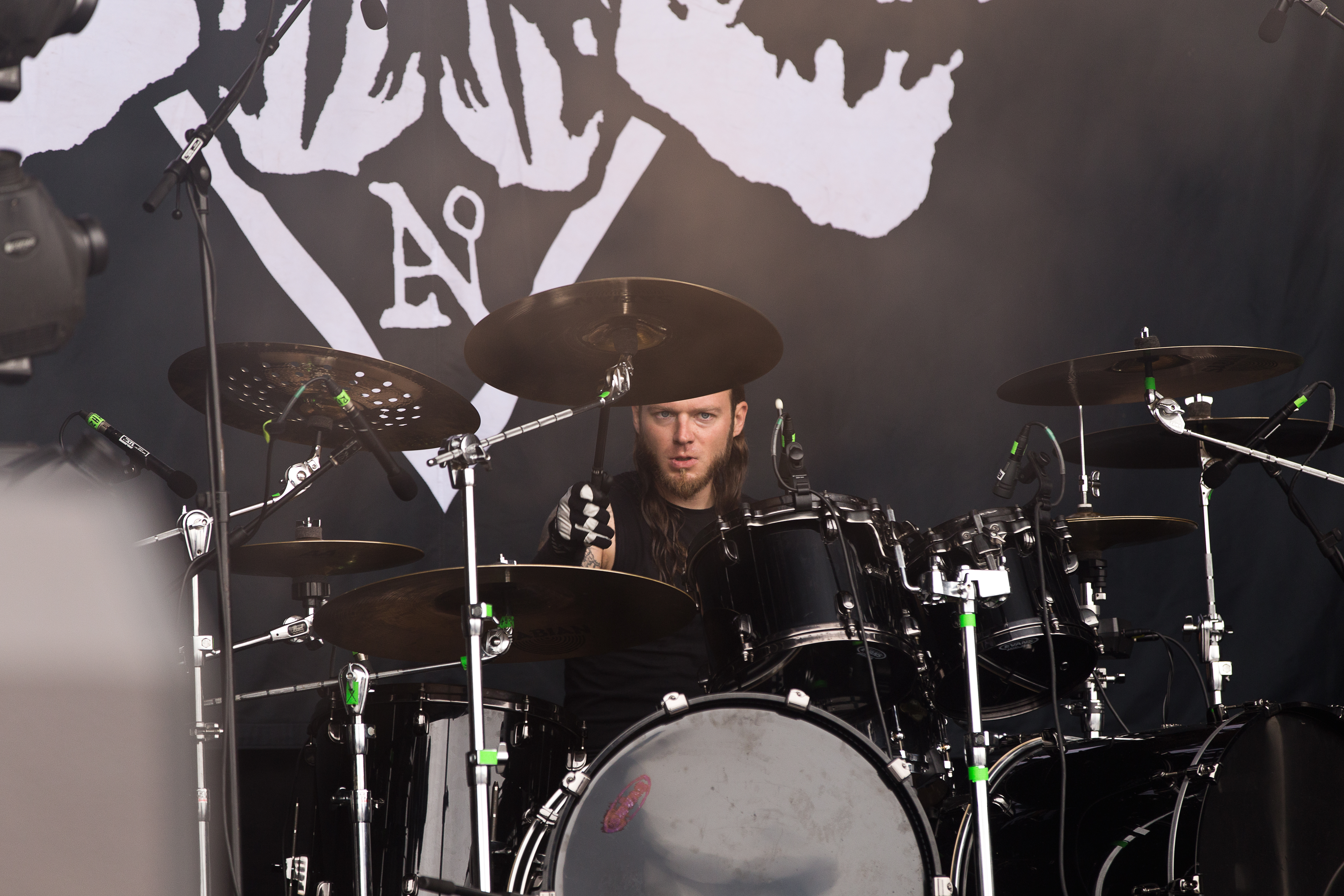
Zack Simmons

## Discografía
- The Eclipse of Ages into Black (2000) - Rotten Records
- Funeral Dirge for the Rotting Sun (2003) - Rotten Records
- A Haunting Curse (2006) - Metal Blade Records
- Carving Out The Eyes of God (2009) - Metal Blade Records
- Blood for the Master (2012) - Metal Blade Records
- Constricting Rage of the Merciless (2014)
- Vengeful Ascension (2017)
- Angels Hung From the Arches of Heaven (2022) - Metal Blade Records

### Videografía
- Blood Guilt Eucharist (2003)
- Alchemy Of The Black Sun Cult (2006) - Dirigido por David Brodsky - Nominado como el mejor video del 2006 por MTV2's Headbanger's Ball.
- Forever Consumed Oblivion (2007) - Dirigido por David Brodsky
- Apocalyptic Havoc (2009) - Dirigido por David Brodsky
- Born Of Satan's Flesh (2022)